# Akiba Girls
Akiba Girls (japonês: アキバ系彼女, Akiba Kei Kanojo) é um visual novel desenvolvido pela empresa de jogos japonesas G.J?. Foi adaptado para uma série de animação em vídeo hentai original de 3 episódios produzida por Milky. É licenciado pela Hustler Video e JapanAnime nos Estados Unidos. O primeiro TOVA foi lançado em VHS e DVD simultaneamente em 25 de junho de 2004. O segundo foi lançado em 25 de setembro de 2004. O terceiro volume foi lançado em 25 de junho de 2006.

## Trama
Shindou Nikita tem um segredo que esconde há muito tempo - ele adora hentai e jogos H. Ele entra no "The Alternative Trivia Research Club", onde ocorre o primeiro de seus muitos encontros sexuais. Apesar disso, ele descobre que suas duas irmãs adotivas estão apaixonadas por ele e ele tem que fazer uma escolha: quem ele realmente ama. Nikita Shindou ama o mundo da animação mais do que tudo; ele coloca sua vida nisso. Ele nunca se apaixonou por uma garota viva e real, até o dia em que conheceu Ren Aoi.
Somos apresentados ao jovem Nikita Shindou enquanto ele percorre Akihabara, que é seu principal refúgio e o lugar onde ele consegue todos os seus jogos bishōjo, que ele joga em seu quarto sozinho no escuro. Mantendo-os em segredo de sua irmã, que se mudou há alguns meses após a morte de seus pais, Nikita adora interpretar os personagens fazendo sexo e manipulando-os como pode. Para sua surpresa, no caminho para casa, ele se depara com um parque do qual não se lembrava antes e vê uma linda mulher lá, que o lembra surpreendentemente de uma Sheeta mais velha de Laputa: Castle in the Sky! Ainda mais surpreendente é que ela entra no quarto dele em algum tipo de sequência de sonho não muito depois e continua chamando-o de Pazu e os dois brincam um pouco só para acabar como um sonho.